# .yt

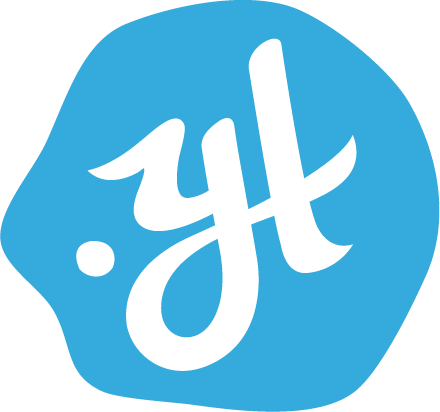

.yt는 마요트의 국가 도메인으로 현재는 프랑스에서 관리하고 있다. 공식 레지스트리 주소 nic.yt는 프랑스 레지스트리 사이트인 AFNIC로 리디렉트된다. 정지되었던 등록이 2011년 12월에 재개되었다.

## 같이 보기
- ISO 3166-2:YT
- .fr
- .eu